# 青海省民俗博物馆

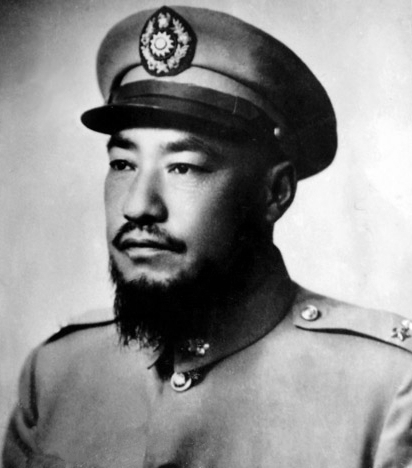
马步芳

青海省民俗博物馆，原称馨庐，俗称玉石公馆或马步芳公馆，位于中国青海省西宁市城東區为民巷13号，为民国时期西北军阀马步芳和他的家人於1943至1949年居住的地方。馨庐建于1942年6月（民国31年），次年6月建成。1986年5月27日，以馨庐之名列入青海省第四批文物保护单位。后辟为青海省民俗博物馆，由私人承包经营。2016年，被国家旅游局撤除4A级景区资格。
馬步芳公館占地6,000平方米，共有290栋房屋。它是青海省保存最為完整的民國時期建築，也是中華人民共和國唯一一個用玉石建造的官邸。由於马步芳是中國國民黨党员，所以马步芳公馆內有孙中山畫像以及青天白日旗幟。 此外還有不少馬家軍畫像。

## 争议
中华人民共和国官方对马步芳持负面评价。青海省民俗博物馆（马步芳公馆）则对马步芳持正面评价，称马步芳“派兵抗日，兴办教育，禁止毒品，如绿化环境……”，视为圣人。不同意見認為，博物館回避其野蛮统治地方、残害人民，以及其部虐杀西路军战俘、第二次國共內战时期顽抗解放军的历史。
2016年4月11日，《观察者网》在官方微博提出质疑。12日，青海省人民政府方面做出回应。青海省文物管理局表示，“景区极个别导游”介绍马步芳时，“存在不严谨、随意性、片面化的现象，误导了观众，造成了社会负面影响”。已进行专项治理。
BBC中文網2016年4月下旬的报道指，青海省民俗博物馆和其他人士对马步芳的正面评价，“无异于否认现行民族政策及其历史合理性”，更触及中国共产党和中华人民共和国政府的执政合法性。
2016年4月引发中国舆论热议后，青海省民俗博物馆（马步芳公馆）于国家旅游局发动的景区“整肃风”中，成为青海省唯一摘牌的4A级景区。官方公布理由为：旅游功能丧失。5月1日起停业。至2016年年底时，仍处于停业状态。